# Charles Miossec
Pour les articles homonymes, voir Miossec.
Charles Miossec, né le 25 décembre 1938 à Lanhouarneau (Finistère) et mort le 12 avril 2020 à Landivisiau (Finistère) ,, est un homme politique français, membre du RPR, maire de Landivisiau jusqu'en 2001, député du Finistère de 1978 à 2002, président du conseil général du Finistère de 1988 à 1998.

## Carrière politique

### Élu local
Charles Miossec est élu maire de Landivisiau en 1983.
Conseiller général du canton de Landivisiau, il devient président du conseil général du Finistère en 1988. Lors des élections cantonales de 1998, sa majorité de droite cède dix sièges à la gauche et Miossec perd la présidence du département au profit du maire socialiste de Brest Pierre Maille.
En 2001, il n'est pas candidat à un troisième mandat de maire. Alors que Miossec soutient son premier adjoint, Philippe Le Roux, pour lui succéder, c'est son adjoint aux finances Georges Tigréat qui remporte les élections municipales. Le même jour, Clotilde Dubrœucq, du parti socialiste, lui succède comme conseillère générale du canton de Landivisiau.
En 2002, il est fait chevalier de la Légion d'honneur. Il est décédé d'un cancer le 12 avril 2020.

### Parlementaire
Charles Miossec a été élu député pour la première fois en mars 1978. Il est réélu au premier tour en 1981.
Avec le changement de scrutin de 1986, il est réélu député sur la liste départementale du RPR.
En 1988 et 1993, il est réélu député dès le premier tour.
En 1997, il est mis en ballotage par le maire socialiste de Landerneau, Jean-Pierre Thomin. Il est toutefois réélu avec 54,29 % des suffrages.
En 2002, ne se représentant pas à la députation, le conseiller général UMP de Plouescat Jacques Le Guen lui succède.